# Elizabeth Tulloch
Elizabeth Tulloch, dite Bitsie Tulloch, est une actrice américaine, née le 19 janvier 1981 à San Diego (Californie).
Elle se fait connaître grâce au rôle de Juliette Silverton dans la série Grimm (2011-2017). Puis, elle vient à confirmer cette percée télévisuelle par le rôle de Lois Lane dans l'Arrowverse.

## Biographie

### Jeunesse et formation
Durant sa jeunesse, Elizabeth Tulloch déménage à de nombreuses reprises du fait du travail de son père, travaillant dans une banque latino-américaine. Elle a notamment vécue en Espagne, Uruguay et en Argentine. Elle revient aux États-Unis où elle va au lycée et sort diplômée de l'université Harvard.

### Carrière
Dès le début de sa carrière d'actrice, Elizabeth Tulloch utilise le surnom de Bitsie pour rendre hommage à son grand-père qui combattu lors de la Seconde Guerre mondiale. 
Son premier rôle en tant qu'actrice était celui de la petite amie de R2-D2 dans R2-D2: Beneath the Dome, un faux documentaire produit par George Lucas racontant l'histoire de la vie du robot de la franchise Star Wars.
Elle fait des apparitions dans divers séries comme À la Maison-Blanche ou Cold Case. Elle obtient un vrai rôle, dans la série Lonelygirl15 interprétant le personnage d'Alex, avec l'actrice Jessica Lee Rose jouant le personnage de Bree.
Avant cela, elle livre une prestation remarquée dans la pièce de théâtre Sally, en mars 2006.
Elle interprète quelques rôles dans des films à petits budgets tout en continuant sa carrière à la télévision, apparaissant dans l'épisode Le Divin Enfant de Dr House ou encore la série Moonlight. Puis elle joue un petit rôle dans le film Harcelés et pratique le doublage pour le dessin animé Alpha et Oméga. 
En 2011, elle joue dans The Artist et coproduit, avec Marguerite Moreau, ainsi que le film Caroline et Jackie qui est présenté en avril 2012 au festival du film de Tribeca. La même année, elle rejoint la distribution de la série Grimm dans lequel elle incarne l'un des personnages principaux, Juliette Silverton. La série est rapidement renouvelée grâce à l'audience moyenne de la première saison qui s'élève à 5 millions de téléspectateurs. En 2016, la série a été renouvelée pour une sixième et dernière saison, de treize épisodes.
En 2018, elle rejoint l'Arrowverse pour interpréter le personnage de Lois Lane dans la série dérivée Elseworlds dans les séries Flash, Arrow et Supergirl,. 
En 2019, elle reprend son rôle de Lois Lane pour la série dérivée très attendu Crisis on Infinite Earths qui réunit les séries Arrow, Flash, Supergirl ainsi que Legends of Tomorrow et Batwoman. En octobre de cette année, la CW développe un projet de pilote autour de Superman et Lois. En début d'année 2020, la série Superman et Lois est officiellement commandée par The CW Television Network. L'actrice y reprendra son rôle avec Tyler Hoechlin, le Superman de l'Arrowverse. Énième incarnation du super-héros à l'écran, celle-ci se veut différente en abordant directement la parentalité du couple phare.

### Vie privée
En décembre 2014, Bitsie Tulloch et David Giuntoli ont révélé qu'ils étaient en couple, tout comme leurs personnages de la série Grimm, Nick et Juliette. Ils se sont fiancés en avril 2016. En juin 2017, ils se marient au Montana. En octobre 2018, elle confirme sur Instagram que David et elle attendent leur premier enfant, une fille. Le 14 février 2019, elle annonce la naissance de leur fille, Vivian.

## Filmographie

### Cinéma

#### Longs métrages
- 2008 : Uncross the Stars de Kenny Golde : Corrine
- 2008 : Harcelés (Lakeview Terrace) de Neil LaBute : Nadine
- 2010 : Alpha et Oméga (Alpha and Omega) de Anthony Bell et Ben Gluck : Sweets (voix originale)
- 2011 : Losing Control de Valerie Weiss : Trudy
- 2011 : The Artist de Michel Hazanavicius : Norma
- 2012 : Caroline and Jackie d'Adam Christian Clark : Jackie
- 2013 : Parkland de Peter Landesman : Marilyn Sitzman
- 2015 : Seul contre tous (Concussion) de Peter Landesman : Keana Strzelczyk
- 2015 : Chronic de Michel Franco : Lidia
- 2016 : Dead Draw de Brian Klemesrud : Sarah Parker
- 2017 : We Love You, Sally Carmichael! de Christopher Gorham : Tess

#### Courts métrages
- 2001 : R2-D2: Beneath the Dome de Don Bies et Spencer Susser
- 2006 : Life Is Short de Riki Lindhome : Marcy
- 2006 : Sent d'Alex Feldman
- 2007 : Two Doors d'Austin Formato : Molly

### Télévision

#### Téléfilms
- 2009 : Washingtonienne de Mark Mylod : April
- 2010 : Most Likely to Succeed de Michael Patrick Jann : Cooper

#### Séries télévisées
- 2004 : À la Maison-Blanche (The West Wing) : Susan, l'interne (saison 6, épisode 3 : Third-Day Story)
- 2006 : Cold Case : Affaires classées (Cold Case) : Tara Kozlowski (saison 4, épisode 2 : The War at Home)
- 2007 : Lonelygirl15 : Alex (15 épisodes)
- 2008 : Moonlight : Celeste (saison 1, épisode 12 : The Mortal Cure)
- 2008 : Quarterlife : Dylan Krieger (6 épisodes)
- 2008 : Dr House : Whitney (2 épisodes)
- 2010 : Tyranny : Alexandra Hubbard (4 épisodes)
- 2010 : Outlaw : Bethany Whitmore (saison 1, épisode 6 : In Re: Tyler Banks)
- 2011-2017 : Grimm : Juliette Silverton / Eve (119 épisodes)
- 2014 : Grimm: Love Is in the Air : Juliette Silverton (mini-série, 4 épisodes)
- 2016 : Portlandia : la cliente du taxi (saison 6, épisode 6 : TADA)
- 2018-2019 : Flash : Lois Lane (2 épisodes)
- 2018-2019 : Supergirl : Lois Lane (2 épisodes)
- 2019 : Batwoman : Lois Lane (saison 1, épisode 9 : Crisis on Infinite Earths: Part Two)
- 2020 : Legends of Tomorrow : Lois Lane (saison 5, épisode 1 : Crisis on Infinite Earths: Part Five)
- 2020 : Arrow : Lois Lane (saison 8, épisode 8 : Crisis on Infinite Earths: Part Four)
- 2020–2024 : Superman et Loïs (Superman and Lois) : Lois Lane (53 épisodes)